# Mohammed VI (satellite)
Pour les articles homonymes, voir Mohammed VI (homonymie).
Mohammed VI est un système de 2 satellites de reconnaissance et d'observation de la Terre (A et B) du type Pléiades, conçu par Thales Alenia Space (conception de la charge) et Airbus (conception de la plateforme satellitaire) pour le compte du Centre royal de télédétection spatiale (Maroc).
Le satellite A est lancé le 8 novembre 2017 et le satellite B le 21 novembre 2018.

## Historique
L'accord final entre le Maroc et la France sur la commande du système de satellites espions est signé en 2013 lors de la visite officielle au Maroc du président français François Hollande.

## Caractéristiques
Les principales caractéristiques sont,:
- Configuration : AstroSat-1000
- Propulsion : propulseurs à hydrazine 4 × 15 N m s
- Puissance électrique : 3 panneaux solaires déployables et batteries
- Durée de vie : 5 ans
- Masse : 1 110 kg
- Orbite héliosynchrone, inclinée à 98,0°, altitude 647 km, phasée pour un passage de l’équateur à 10 h 30 locales.

## Lancements
Le satellite Mohammed VI A est lancé le 8 novembre 2017 par un lanceur Vega depuis le Centre spatial de Kourou.
Le lancement du deuxième satellite (Mohammed VI B) est effectué avec succès le 21 novembre 2018.

## Polémique
Le lancement du satellite Mohammed VI-A fait l'objet de polémique quant au droit du Maroc à posséder un tel satellite. Il est défendu par de hautes personnalités, dont Ahmed Réda Chami, l’ambassadeur du Maroc auprès de l’Union européenne, déclarant à Bruxelles « le satellite Mohammed VI-A permettra de voir ce qui se passe sur le territoire national, notamment en matière de météo - et c’est important pour notre agriculture -. La surveillance de l'immigration clandestine n'étant pas exclue. Nous revendiquons le droit à la modernité, mais personne ne devrait s’inquiéter parce que c’est fait dans de bonnes intentions ».

## Utilisation
Le 14 mai 2019, lors de la célébration du 63e anniversaire de la création de ses Forces armées royales (FAR), le Maroc réaffirme le rôle de ses deux satellites et confirme l'usage de Mohammed VI-A en tant que satellite de reconnaissance à usage militaire :
- Mohammed VI-A, satellite espion, est utilisé pour surveiller le Front Polisario dans la « zone tampon » (hors du « territoire national » donc...),
- Mohammed VI-B, à usage civil, est utilisé pour la cartographie et le cadastre, l’identification des zones sinistrées…